# Witold Mroziewski (duchowny)
Witold Mroziewski (ur. 25 marca 1966 w Augustowie) – polski duchowny rzymskokatolicki, biskup pomocniczy Brooklynu od 2015.

## Życiorys
Święcenia kapłańskie otrzymał 29 czerwca 1991 z rąk biskupa Juliusza Paetza. Przez rok był wikariuszem w parafii Kadzidło, a w 1992 roku został wysłany do diecezji Brooklyn USA, by posługiwać mieszkającym tam Polakom. Uzyskał magisterium (2001) i doktorat z prawa kanonicznego na Katolickim Uniwersytecie Lubelskim (2003 rok). Od 2001 roku jest kapłanem diecezji Brooklyn. Był wikariuszem (1993–2001), administratorem (2000) i proboszczem (2002–2013) parafii Matki Bożej Częstochowskiej i św. Kazimierza na Brooklynie, sędzią trybunału diecezjalnego i koordynatorem duszpasterstwa Polaków. Ponadto był również zastępcą promotora sprawiedliwości w sprawach karnych (od 2009), członkiem rady kapłańskiej, obrońcą węzła i proboszczem parafii Świętego Krzyża w Maspeth (od 2013 roku). Przy parafii działa też Szkoła Języka i Kultury Polskiej im. Jana Pawła II, jedna z największych polskich placówek dokształcających na Wschodnim Wybrzeżu.
19 maja 2015 papież Franciszek mianował go biskupem pomocniczym diecezji Brooklinu oraz biskupem tytularnym Walla Walla. Sakry udzielił mu 20 lipca 2015 biskup Brooklynu - Nicholas DiMarzio.

## Odznaczenia
- Krzyż Komandorski Orderu Zasługi Rzeczypospolitej Polskiej (2023)[3][4]